# حارة 7يوليو (الشيخ عثمان)
حارة 7يوليو هي إحدى حارات حي أول مايو الواقع بمديرية الشيخ عثمان التابعة لمحافظة عدن، بلغ تعداد سكانها 6553 نسمة حسب تعداد اليمن لعام 2004.